# EHF Champions League 2003-2004 (maschile)
L'EHF Champions League 2003-2004 è stata la 45ª edizione del massimo torneo europeo per club di pallamano, la 11ª con questa denominazione.

## Formula
- Turno di qualificazione: è stato disputato da 10 squadre che, dopo sorteggio, si affrontano in gare di andata e ritorno; chi vince passa alla fase a gironi.
- Fase a gironi: sono stati disputati otto gironi da quattro squadre con gare di andata e ritorno. Le prime due di ogni girone si sono qualificate al main round.
- Fase ad eliminazione diretta: le sedici squadre qualificate si affrontano dapprima in ottavi e quarti di finale, successivamente in semifinali e finale; tutti i turni consistono in gare di andata e ritorno.

## Qualificazioni
Le partite di qualificazione si sono tenute dal 12 al 21 settembre.
| Squadra 1       | Totale | Squadra 2                 | Andata | Ritorno |
| --------------- | ------ | ------------------------- | ------ | ------- |
| Alpla HC Hard   | 61-43  | Arkatron Minsk            | 35-17  | 26-26   |
| HV Aalsmeer     | 57-64  | RK Bosna Sarajevo         | 21-29  | 36-35   |
| Granitas Kaunas | 46-58  | Filippos Verias           | 26-33  | 20-25   |
| Haukar          | 57-47  | CD de São Bernardo-Aveiro | 37-23  | 20-24   |
| UHC Tongeren    | 46-61  | MŠK Považská Bystrica     | 25-26  | 21-35   |

## Fase a gironi
La fase a gironi si è disputata dall'11 ottobre al 30 novembre 2003.

### Girone A

#### Classifica
|  | Pos. | Squadra        | Pt | G | V | N | P | GF  | GS  | DR  |
|  | ---- | -------------- | -- | - | - | - | - | --- | --- | --- |
|  | 1.   | TBV Lemgo      | 10 | 6 | 4 | 2 | 0 | 196 | 157 | +39 |
|  | 2.   | BM Ciudad Real | 9  | 6 | 4 | 1 | 1 | 187 | 145 | +43 |
|  | 3.   | ZTR Zaporižžja | 5  | 6 | 2 | 1 | 3 | 161 | 145 | +16 |
|  | 4.   | Conversano     | 0  | 6 | 0 | 0 | 6 | 118 | 215 | -97 |

### Girone B

#### Classifica
|  | Pos. | Squadra       | Pt | G | V | N | P | GF  | GS  | DR  |
|  | ---- | ------------- | -- | - | - | - | - | --- | --- | --- |
|  | 1.   | SC Magdeburgo | 10 | 6 | 5 | 0 | 1 | 192 | 176 | +16 |
|  | 2.   | Barcellona    | 9  | 6 | 4 | 1 | 1 | 203 | 152 | +51 |
|  | 3.   | Haukar        | 5  | 6 | 2 | 1 | 3 | 179 | 193 | -14 |
|  | 4.   | RK Vardar     | 0  | 6 | 0 | 0 | 6 | 157 | 210 | -53 |

### Girone C

#### Classifica
|  | Pos. | Squadra     | Pt | G | V | N | P | GF  | GS  | DR  |
|  | ---- | ----------- | -- | - | - | - | - | --- | --- | --- |
|  | 1.   | Kolding     | 9  | 6 | 4 | 1 | 1 | 204 | 172 | +32 |
|  | 2.   | RD Prule 67 | 9  | 6 | 4 | 1 | 1 | 181 | 178 | +3  |
|  | 3.   | Partizan    | 3  | 6 | 1 | 1 | 4 | 179 | 194 | -15 |
|  | 4.   | ASKÌ Ankara | 3  | 6 | 1 | 1 | 4 | 163 | 183 | -20 |

### Girone D

#### Classifica
|  | Pos. | Squadra             | Pt | G | V | N | P | GF  | GS  | DR  |
|  | ---- | ------------------- | -- | - | - | - | - | --- | --- | --- |
|  | 1.   | Montpellier         | 10 | 6 | 5 | 0 | 1 | 167 | 144 | +23 |
|  | 2.   | CB Ademar León      | 8  | 6 | 4 | 0 | 2 | 179 | 161 | +18 |
|  | 3.   | Chekhovskye Medvedi | 6  | 6 | 3 | 0 | 3 | 166 | 165 | +1  |
|  | 4.   | Alpla HC Hard       | 0  | 6 | 0 | 0 | 6 | 138 | 180 | -42 |

### Girone E

#### Classifica
|  | Pos. | Squadra         | Pt | G | V | N | P | GF  | GS  | DR  |
|  | ---- | --------------- | -- | - | - | - | - | --- | --- | --- |
|  | 1.   | Zagreb          | 6  | 6 | 3 | 0 | 3 | 159 | 144 | +15 |
|  | 2.   | SC Pick Szeged  | 6  | 6 | 3 | 0 | 3 | 160 | 154 | +6  |
|  | 3.   | Sandefjord TIF  | 6  | 6 | 3 | 0 | 3 | 149 | 157 | -8  |
|  | 4.   | Filippos Verias | 6  | 6 | 3 | 0 | 3 | 154 | 167 | -13 |

### Girone F

#### Classifica
|  | Pos. | Squadra                | Pt | G | V | N | P | GF  | GS  | DR  |
|  | ---- | ---------------------- | -- | - | - | - | - | --- | --- | --- |
|  | 1.   | RK Celje               | 11 | 6 | 5 | 1 | 0 | 196 | 161 | +35 |
|  | 2.   | SG Flensburg-Handewitt | 9  | 6 | 4 | 1 | 1 | 211 | 181 | +30 |
|  | 3.   | Redbergslids IK        | 6  | 6 | 2 | 0 | 4 | 179 | 186 | -7  |
|  | 4.   | MŠK Považská Bystrica  | 0  | 6 | 0 | 0 | 6 | 163 | 221 | -58 |

### Girone G

#### Classifica
|  | Pos. | Squadra           | Pt | G | V | N | P | GF  | GS  | DR  |
|  | ---- | ----------------- | -- | - | - | - | - | --- | --- | --- |
|  | 1.   | KC Veszprém       | 12 | 6 | 6 | 0 | 0 | 197 | 156 | +41 |
|  | 2.   | Skjern            | 5  | 6 | 2 | 1 | 3 | 151 | 153 | -2  |
|  | 3.   | KS Kielce         | 5  | 6 | 2 | 1 | 3 | 159 | 177 | -18 |
|  | 4.   | RK Bosna Sarajevo | 3  | 6 | 1 | 0 | 5 | 151 | 172 | -21 |

### Girone H

#### Classifica
|  | Pos. | Squadra          | Pt | G | V | N | P | GF  | GS  | DR  |
|  | ---- | ---------------- | -- | - | - | - | - | --- | --- | --- |
|  | 1.   | Chambéry         | 12 | 6 | 6 | 0 | 0 | 185 | 157 | +28 |
|  | 2.   | Pfadi Winterthur | 5  | 6 | 2 | 1 | 3 | 192 | 178 | +14 |
|  | 3.   | Banik Karvina    | 4  | 6 | 2 | 0 | 4 | 180 | 194 | -14 |
|  | 4.   | RK Metković      | 3  | 6 | 1 | 1 | 4 | 156 | 184 | -28 |

## Fase ad eliminazione

### Ottavi di finale
Gli ottavi di finale si sono disputati dal 13 al 21 dicembre 2003.
| Squadra 1           | Totale | Squadra 2   | Andata | Ritorno |
| ------------------- | ------ | ----------- | ------ | ------- |
| Ciudad Real         | 69-60  | Chambéry    | 36-28  | 33-32   |
| Skjern              | 54-59  | Magdeburgo  | 30-25  | 24-34   |
| Ademar León         | 59-59  | Celje       | 38-25  | 21-34   |
| Flensburg-Handewitt | 67-49  | Kolding     | 34-29  | 33-20   |
| Pick Szeged         | 55-49  | Montpellier | 29-22  | 26-27   |
| Pfadi Winterthur    | 56-61  | Zagabria    | 32-29  | 24-32   |
| RD Prule 67         | 55-60  | Lemgo       | 28-28  | 27-32   |
| Barcellona          | 59-60  | Veszprém    | 33-29  | 26-31   |

### Quarti di finale
I quarti di finale si sono disputati dal 14 al 22 febbraio 2004.
| Squadra 1           | Totale | Squadra 2  | Andata | Ritorno |
| ------------------- | ------ | ---------- | ------ | ------- |
| Flensburg-Handewitt | 58-53  | Zagabria   | 30-27  | 28-26   |
| Pick Szeged         | 54-59  | Magdeburgo | 30-31  | 24-28   |
| Celje               | 60-53  | Lemgo      | 32-25  | 28-28   |
| Ciudad Real         | 61-49  | Veszprém   | 33-24  | 28-25   |

### Semifinali
Le semifinali si sono giocate tra il 13 e il 21 marzo 2004.
| Squadra 1           | Totale | Squadra 2  | Andata | Ritorno |
| ------------------- | ------ | ---------- | ------ | ------- |
| Ciudad Real         | 67-70  | Celje      | 35-36  | 32-34   |
| Flensburg-Handewitt | 56-56  | Magdeburgo | 30-20  | 26-36   |

### Finale
La finale si è giocata tra il 18 e il 24 aprile 2004.
| Squadra 1 | Totale | Squadra 2           | Andata | Ritorno |
| --------- | ------ | ------------------- | ------ | ------- |
| Celje     | 62-58  | Flensburg-Handewitt | 34-28  | 28-30   |